# Đường Sienna, Kraków
Đường Sienna (tiếng Ba Lan: Ulica Sienna, lit. Hay Street) - một con đường lịch sử ở Kraków, Ba Lan. Con đường kéo dài từ Quảng trường chính về phía đường Westerplatte.
Con đường này là một phần của tuyến giao thông thương mại cũ giữa Wieliczka, Tarnów và Lwów. Sau ngã ba gần Công viên Planty, phần đường kéo dài là Phố Starowiślna. Tên cũ của nó là đường Zwierzęca (Ulica Zwierzęca, lit. Phố động vật) do có các nhà giết mổ gần đó. Đường này cũng được gọi là đường Szkolna (Ulica Szkolna, lit. Trường học) do trước đây có sự tồn tại của một trường học gần đó dành cho Đức Trinh Nữ Maria.

## Tính năng, đặc điểm
| Đường số | Mô tả ngắn | Hình ảnh |
| -------- | --- | -------- |
| 5        | Nhà Bidermanowski - một ngôi nhà thuộc trường phái kiểu cách được xây dựng từ năm 1912 đến 1914. Hiện tại, tầng trệt có một cửa hàng của nhà bán lẻ Tây Ban Nha Zara.                                                                       |          |
| 6        | Ngôi nhà màu xám - được xây dựng vào thế kỷ thứ mười tám. Hiện tại, tòa nhà có văn phòng và không gian văn phòng (ví dụ: Hội đồng Anh) ở tầng trệt, với các căn hộ riêng nằm ở tầng trên. Đây là một trong những nhà phố lớn nhất ở Phố cổ. |          |